# Joseph Süß Oppenheimer
Joseph Ben Issachar Süßkind Oppenheimer (Heidelberg, febrero o marzo de 1689 - Stuttgart, 4 de febrero de 1738), conocido de forma abreviada como Joseph Süß Oppenheimer /joːzɛf zyːs 'ɔpnhaimɐ/ y despectivamente como Judío Süß (en alemán Jud Süß), fue un consejero y asesor financiero del duque Carlos Alejandro de Wurtemberg.

## Biografía
Nacido en una familia de comerciantes de Heidelberg, pronto escandaliza a la comunidad judía de su ciudad natal cuando se declaró librepensador y rehusó las prácticas religiosas del judaísmo. Sin facultades para estudiar en la universidad, su padre lo envió a Viena para que trabajase en la casa comercial de su acaudalado tío Samuel Oppenheimer (1630-1703), banquero y diplomático de gran influencia en la corte de Austria. 
Joseph Süß Oppenheimer no permanece en Viena mucho tiempo y desde 1720 se dedica a pequeños negocios en Praga y Bonn, trabajando también para casas comerciales de judíos en Fráncfort y Ámsterdam, con lo cual gana una pequeña fortuna. Hacia 1725 llega al Palatinado Renano y su habilidad para los negocios le permite enriquecerse al obtener primero el monopolio del papel sellado y luego el de la acuñación de moneda. Al acrecentar su fortuna, Süß Oppenheimer se convierte en prestamista de aristócratas y prelados, agregando a sus negocios la función de recaudación de impuestos en el Electorado del Palatinado.
La fortuna de Süß Oppenheimer da un nuevo salto en 1732 cuando conoce en la villa de Bad Wildbad al aristócrata Carlos Alejandro de Wurtemberg (1684-1737), presunto heredero del Ducado de Wurtemberg. Tras una larga carrera militar al servicio del Sacro Imperio, el emperador Carlos VI exige a Carlos Alejandro que proporcione 12,000 soldados armados y equipados a cambio de concederle la sucesión ducal de Wurtemberg. Ante ello, Süß Oppenheimer aprovecha la oportunidad y presta a Carlos Alejandro los fondos necesarios para asegurar su designación como sucesor, a condición de que sea el principal consejero de Wurtemberg.
El plan tiene éxito y tras la muerte del anciano duque Eberardo Luis, Carlos Alejandro sube al trono ducal en 1733 y designa a Süß Oppenheimer "consejero financiero" de Wurtemberg con el encargo de sanear las débiles finanzas del ducado. Süß Oppenheimer cumple su trabajo con rudeza pero eficacia: impone monopolios gubernamentales sobre la venta de sal, cuero, tabaco y licores, exige a los nobles que paguen al duque para obtener un cargo público, cambia las penas de prisión por multas y reforma el ejército reduciendo gastos y puestos innecesarios. Tales medidas le generan a Carlos Alejandro una cuantiosa riqueza y evitan la quiebra del Ducado de Wurtemberg, pero atraen el odio de la aristocracia desplazada por Süß Oppenheimer, así como entre la clase popular (tanto católicos como protestantes) que debe soportar nuevos tributos. Süß Oppenheimer mantiene un lujoso estilo de vida, continúa con sus negocios de prestamista e instala una fábrica de porcelanas que aumenta más todavía su riqueza e influencia en la corte de Wurtemberg, sin que el duque Carlos Alejandro acepte prescindir de su eficaz e implacable consejero judío pese a las crecientes intrigas de la nobleza. 
El fortalecimiento de la autoridad ducal beneficia a Carlos Alejandro, pero éste fallece súbitamente el 12 de marzo de 1737 por una embolia pulmonar. Muerto su principal protector, Süß Oppenheimer huye a Fráncfort, pero allí es arrestado por las tropas ducales enviadas por los aristócratas que ocupan la regencia de Wurtemberg. Trasladado a Stuttgart, Süß Oppenheimer es acusado de diversos delitos: robo de las riquezas del duque, traición, malversaciones, violación de muchachas cristianas, y hasta de hechicería para influir en el duque, entre otros. Casi sin pruebas para sostener la acusación, el juicio a Süß Oppenheimer parece más un estallido feroz de antisemitismo popular que un proceso serio. Finalmente Süß Oppenheimer es condenado a muerte el 13 de diciembre y perece en la horca el 4 de febrero de 1738 en una ejecución pública en las afueras de Stuttgart, ante unas 12 000 personas.

## Legado
Su figura sirvió de inspiración para las novelas El judío Süß de Wilhelm Hauff (1827) y El judío Süß de Lion Feuchtwanger (1925) explicando el ascenso y caída del personaje y mostrando al antisemitismo como motivo básico de su desgracia final; asimismo, el nazismo utilizó su biografía con fines propagandísticos para justificar el odio a los judíos en el filme Jud Süss de 1940.